# 197 (število)
197 (stó sédemindevétdeset) je naravno število, za katero velja 197 = 196 + 1 = 198 - 1.

## V matematiki
- 197 = 2 + 3 + 5 + 7 + 11 + 13 + 17 + 19 + 23 + 29 + 31 + 37
- 197 = 17 + 19 + 23 + 29 + 31 + 37 + 41
- najmanjše število n, za katero ima enačba x -  φ(x) = n natanko 14 rešitev. Rešitve enačbe so: 965, 1337, 3077, 3401, 5177, 6437, 7097, 8201, 8357, 8777, 9017, 9701, 9797, 38809.
- Keithovo število.
- Ulamovo število {\displaystyle 197=8+189\,\!}.

## Drugo

### Leta
- 197 pr. n. št.
- 197, 1197, 2197